# 小山水电站
小山水电站位于中国吉林省抚松县东岗镇小山村以东的松江河中游，松江河镇以下12.50千米，是松江河梯级电站的一期。业主为吉林省电力有限公司松江河发电厂。

## 技术概况
坝址以上控制流域面积905平方千米，坝址处多年平均流量18.9m3/s，多年平均径流量5.96亿m3。
大坝为混凝土面板堆石坝，最大坝高86.3米，坝长302.26米，坝顶宽10米。水库总库容1.05亿立方米。正常蓄水位683m，相应库容0.97亿m3。死水位664m。调节库容5300万m3。设计二百年一遇洪水。设计一百年一遇洪水位683.0m。最大可能洪水校核，校核洪水位685.5m。2000年一遇校核洪水位684.58m。
右岸岸坡式溢洪道，3孔单宽8.0m，弧形闸门控制，最大泄量2445m3/s。导流洞与引水发电隧洞位于左岸山体。公路沿左岸上坝。发电厂房位于下游3.5km处。
发电站内安装2台单机容量80兆瓦的水轮发电机组，总装机容量160兆瓦

## 历史
1990年11月开始筹建，1992年7月进入施工准备阶段。1993年11月1日国家计委以计投资[1993]2019号文下达了松江河梯级水电站开工令。1994年6月28日小山主体土建工程正式开工，1994年11月24日截流。1997年8月通过蓄水安全鉴定，9月22日下闸蓄水，12月16日2#机组提前一年并网发电。1997年底大坝填筑到顶。1998年6月30日1#机组实现并网发电。1999年底枢纽工程全部完成。2000年5月通过竣工验收安全鉴定，2001年9月通过枢纽工程专项竣工验收。
漫松引水隧洞竣工后年均发电量2.96亿千瓦时。